# Michael W. Young
Michael Warren Young (* 28. března 1949 Miami, Florida, Spojené státy americké) je americký biolog a genetik. Více než tři desetiletí se věnuje výzkumu spánku a bdění u octomilky obecné.
Jeho laboratoř na Rockefellerově univerzitě významně přispěla k rozvoji chronobiologie tím, že identifikovala klíčové geny, které jsou zodpovědné za cirkadiánní rytmus. Podařilo se mu objasnit funkci genu period, který je nezbytný pro to, aby moucha vykazovala normální spánkové cykly. Youngově laboratoři se také připisuje objev genů timeless a doubletime, které vytvářejí proteiny, jež jsou nezbytné rovněž pro cirkadiánní rytmus. V roce 2017 získal spolu s Jeffreym C. Hallem a Michaelem Rosbashem Nobelovu cenu za fyziologii a lékařství za „objev molekulárních mechanismů řídících cirkadiánní rytmus“.

## Život

### Mládí
Michael Warren Young se narodil 28. března 1949 v Miami na Floridě. Jeho otec pracoval pro společnost Olin Mathieson Chemical Corporation, která řídila prodej hliníkových ingotů na jihovýchodě Spojených států amerických. Jeho matka pracovala v právnické firmě jako sekretářka. Přestože se ani jeden z rodičů nezabýval vědou nebo medicínou, podporovali Youngův zájem o vědu a poskytli mu prostředky k vědeckému bádaní prostřednictvím mikroskopů a dalekohledů. Žili v blízkosti soukromých zoologických zahradách, odkud občas nějaké zvíře uniklo na jejich dvorek, což vzbudilo Youngův vědecký zájem.
Young vyrůstal v Miami a jeho okolí. Poté se jeho rodina přestěhovala do Dallasu v Texasu, kde vystudoval L. D. Bell High School. V jeho mládí mu rodiče darovali jednu z Darwinových knih o evoluci a biologických záhadách. V knize popisoval biologické hodiny jako důvod, proč zvláštní rostlina, kterou před lety viděl, vytvářela květy, které se přes den zavíraly a v noci otevíraly. Umístění a složení těchto hodin bylo neznámé, což vzbudilo zájem Younga již v raném věku.

### Rodinný život
Během studia na Texaské univerzitě v Austinu se Young seznámil se svou budoucí ženou Laurel Eckhardt. Později se oba přemístili na Stanfordovu univerzitu, kde Young pracoval jako postdoktorand a Laurel pokračovala v doktorském studiu (PhD) u Leonarda Herzenberga. V současné době je profesorkou biologie na Hunter College. Michael a Laurel spolu stále blízce spolupracují. Společně mají dvě dcery, Natalii a Arissu.

## Akademická kariéra
Young získal v roce 1971 titul BA v oblasti biologie na Texaské univerzitě v Austinu. Po letním výzkumu genomu Octomilky s Burkem Juddem zůstal Young na univerzitě a v roce 1975 získal titul PhD z oblasti genetiky. Během působení na této univerzitě propadl výzkumu zaměřenému na Octomilky. Během své diplomové práce se dozvěděl o práci Ronalda J. Konopky a Seymoura Benzera s cirkadiánními mutanty octomilky, což vedlo k jeho budoucí práci na klonování genu period.
Young pokračoval ve studiu postdoktorandským studiem na Lékařské fakultě Stanfordovy univerzity se zájmem o molekulární genetiku se zaměřením na transpozony. Pracoval v laboratoři Davida Hognesse a seznámil se s metodami rekombinantní DNA. O dva roky později nastoupil na Rockefellerovu univerzitu jako odborný asistent. Od roku 1978 působil na univerzitě, v roce 1984 byl jmenován docentem a později v roce 1988 profesorem.

## Vyznamenání a členství

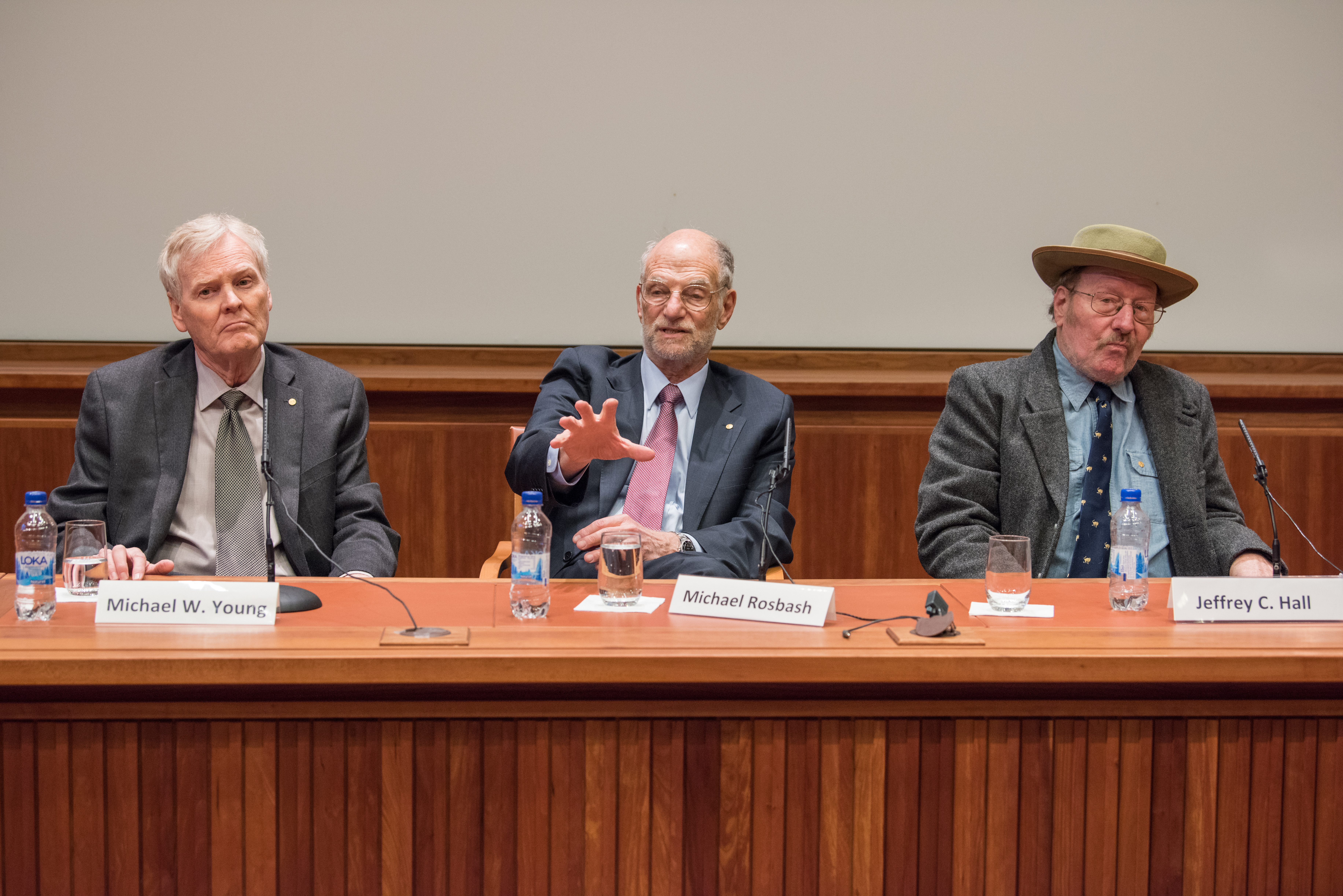
Laureáti Nobelovy ceny za fyziologii a lékařství za rok 2017

- Laureáti Nobelovy ceny za fyziologii a lékařství za rok 20172007: Člen Národní akademie věd Spojených států amerických[2]
- 2009: Gruberova cena za neurovědu (spolu s Michaelem Rosbashem a Jeffreym C. Hallem)[10]
- 2011: Cena Louisy Gross-Horwitzové (spolu s Michaelem Rosbashem a Jeffreym C. Hallem)[9]
- 2012: Masryho cena (spolu s Michaelem Rosbashem a Jeffreym C. Hallem)[9]
- 2013: Wileyho cena za biomedicínské vědy (spolu s Michaelem Rosbashem a Jeffreym C. Hallem)[11]
- 2017: Nobelova cena za fyziologii a lékařství (spolu s Michaelem Rosbashem a Jeffreym C. Hallem)[12]
- 2018: Člen American Philosophical Society[13]